# Луис енд Кларк Вилиџ (Мисури)
Луис енд Кларк Вилиџ (енгл. Lewis and Clark Village) град је у америчкој савезној држави Мисури.

## Демографија
По попису из 2010. године број становника је 132, што је 23 (-14,8%) становника мање него 2000. године.
| Група             | 2000.       | 2010.        |
| Белци             | 154 (99,4%) | 132 (100,0%) |
| Афроамериканци    | 0 (0,0%)    | 0 (0,0%)     |
| Азијати           | 0 (0,0%)    | 0 (0,0%)     |
| Хиспаноамериканци | 0 (0,0%)    | 0 (0,0%)     |
| Укупно            | 155         | 132          |